# Sphaerocephalus
Sphaerocephalus là một chi rêu trong họ Aulacomniaceae.